# Julio Mayora
Julio Rubén Mayora Pernía (ur. 9 lutego 1996 w Maiquetía) – wenezuelski sztangista, srebrny medalista igrzysk olimpijskich i złoty medalista igrzysk panamerykańskich.
Na igrzyskach olimpijskich w Tokio w 2020 roku wywalczył srebrny medal w wadze średniej. W zawodach tych rozdzielił na podium Chińczyka Shi Zhiyonga i Rahmata Erwina Abdullaha z Indonezji. Ponadto na rozgrywanych rok wcześniej igrzyskach panamerykańskich w Limie zwyciężył w tej samej kategorii wagowej.